# Finish What Ya Started
«Finish What Ya Started» — двадцать девятый в общем и третий с альбома OU812 сингл хард-рок группы Van Halen, выпущенный в сентябре 1988 года на лейбле Warner Bros.

## О сингле
Несмотря на то, что альбом, казалось бы, был закончен, Эдди Ван Хален пришел с риффом в 2 часа ночи и спустился к своему тогдашнему соседу Сэмми Хагару, чтобы показать его. Хагар впустил Эдди, и они вдвоем играли на гитаре у него на балконе, пока не закончили песню. Как только Эдди ушел, Хагар решил написать текст песни, несмотря на поздний вечер. Тема кончилась тем, что это был неосуществленный секс, который Хагар назвал «синими шарами». В этой песне Эдди записал свою гитарную партию на «Fender Stratocaster», подключенный непосредственно к студийному микшерному пульту. Эта песня — одна из всего лишь двух песен Van Halen, в котором Хагар играет партию ритм-гитары, которую он играл на акустике Гибсона.
Официальное музыкальное видео для песни было спродюсированно Энди Мораханом. Он показывает группу, играющую на простом белом фоне с быстрыми сокращениями к танцующим женщинам. Версия песни на их компиляции 2004 года The Best of Both Worlds останавливается на полпути к выходу, в отличие от версии на OU812.
В 1988 году песня достигла пика на #13 в чарте Billboard Hot 100 и #2 в чарте Billboard Hot Mainstream Rock Tracks.
Позже эта песня была использована в качестве музыкальной темы для недолговечного ситкома 1990 года «Сидней», в котором снималась тогдашняя жена Эдди Ван Халена, Валери Бертинелли.

## Список композиций
7" сингл США
| №  | Название                         | Длительность |
| -- | -------------------------------- | ------------ |
| 1. | «Finish What Ya Started» (Remix) | 4:20         |

| №  | Название              | Длительность |
| -- | --------------------- | ------------ |
| 1. | «Sucker in a 3 Piece» | 5:51         |

## Участники записи
- Сэмми Хагар — вокал
- Эдди Ван Хален — электрогитара, бэк-вокал, синтезатор
- Майкл Энтони — бас-гитара, бэк-вокал
- Алекс Ван Хален — ударные